# Cerkiew w Potoku Górnym

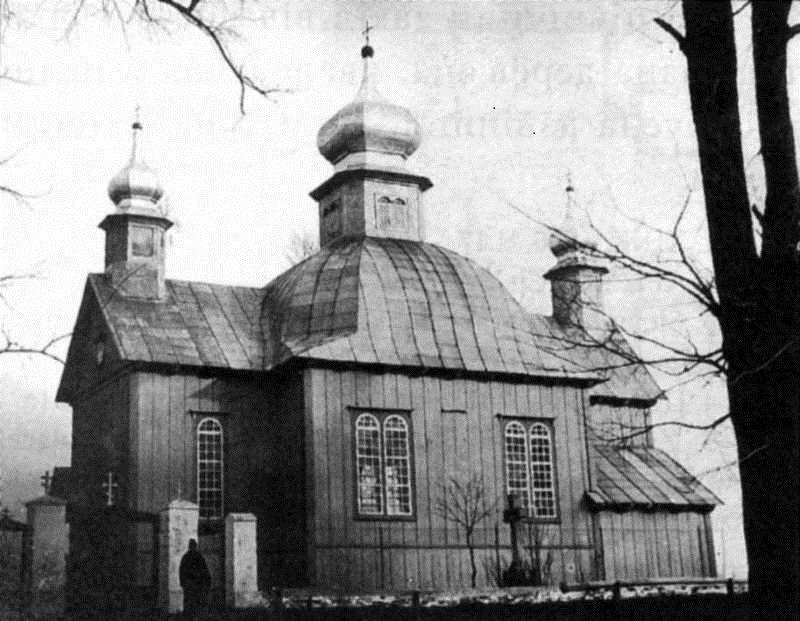

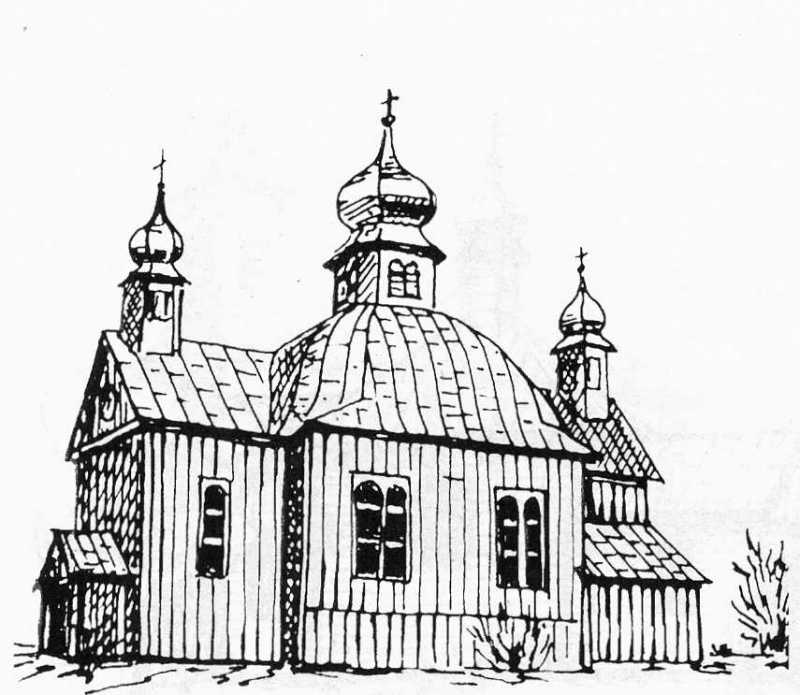

Cerkiew w Potoku Górnym – pierwszą świątynią, jaką zbudowano w Potoku, była cerkiew prawosławna. Cerkiew tę pozwolił zbudować król Henryk Walezy w XVI wieku. Stała ona w części wsi zwanej Przedmieście, wtedy nazywanej „Nawsiem”. W 1839, Kiedy stara drewniana cerkiew popadła w ruinę, parafię włączono do Lipin, a w 1842 poświęcono kamień węgielny pod budowę nowej cerkwi pod wezwaniem Narodzenia Bogurodzicy. Nowa cerkiew została zbudowana w 1854 kosztem ordynacji zamojskiej. Zamknięto ją po pierwszej wojnie światowej. W 1924 prawosławni zwrócili się do rządu o otwarcie cerkwi podczas Wielkanocy, ale bezskutecznie. Parafia została przywrócona w 1939. Po wywózkach prawosławnej ludności Potoka Górnego i okolic w latach 40 XX wieku na radziecką Ukrainę, cerkiew zamknięto a później rozebrano.